# هارولد مان
هارولد مان (28 مايو 1938 ببرينس جورج في كندا - 23 أكتوبر 2016) هو ملاكم كندي، صنّف ضمن فئة الوزن المتوسط الخفيف ‏.